# برادفورد بورغس
برادفورد بورغس (29 أبريل 1990 في الولايات المتحدة - ) (بالإنجليزية: Bradford Burgess)‏ هو لاعب كرة سلة أمريكي في مركز هجوم صغير الجسم. لعب مع Leuven Bears ‏.

## وصلات خارجية
- برادفورد بورغس على موقع كرة السلة الأوروبية.كوم (الإنجليزية)
- برادفورد بورغس على موقع كلية كرة السلة في سبورتس رفرنس.كوم (الإنجليزية)
- برادفورد بورغس على موقع ريلجم (الإنجليزية)
- برادفورد بورغس على موقع بروبوليرز (الإنجليزية)
- برادفورد بورغس على موقع سبورتس رفرنس (الإنجليزية)